# Roberto Zamarin
Roberto Zamarin (Vicenza, 11 gennaio 1943 – Mestre, 23 dicembre 2018) è stato un cestista e allenatore di pallacanestro italiano.

## Carriera

### Giocatore
Roberto Zamarin esordisce quattordicenne (1957-58) nelle giovanili della Reyer Venezia (la cosiddetta "Reyer di Geroli"), debuttando in serie B ancora diciassettenne nel 1960-61. La successiva stagione è in serie C nel Dopolavoro Montedison (Basket Mestre) e l'anno successivo nuovamente a Venezia, nella squadra che sfiorerà la promozione in Serie A, perdendo di un punto lo spareggio finale. Nel 1963-64 con la Reyer Venezia ottiene la promozione nella massima serie, dove giocherà fino al 1968.
Nella stagione 1968-69 torna a giocare a Mestre.
Successivamente gioca e allena nelle squadre minori di Mestre e Venezia fino al 1977, tranne nel campionato 1971/72 in cui disputa la serie C con il Canella Basket San Donà allenato da Giulio Geroli.

### Allenatore
Nel 1977-1978 subentra a Sergio Curinga come allenatore nel Basket Mestre in serie A2, riportando la squadra dal fondo classifica a un passo dalla salvezza, ma perdendo lo spareggio con la Mobiam Udine in quel di Trieste.
Nel 1982-83 come allenatore del Basket San Donà ottiene la promozione in Serie B1, allenando anche nella stagione successiva 1983-1984. Dal 1985 al 1987 è l’head coach della Pallacanestro Full Spinea, formazione militante nel campionato di B2.
Negli anni 90 guida l’Endas Basket Rovereto, conquistando la promozione in serie B1 e vincendo il premio come allenatore dell’anno; chiude la sua esperienza sportiva in Trentino nel 1994 come coach del basket Riva del Garda. 
Dal 2010 al 2012 ha ricoperto il ruolo di vice allenatore e supervisore del Basket Mestre (squadra rifondata nel 2009) nel campionato di Promozione.